# Tscheljuskinez
Tscheljuskinez (ukrainisch Челюскінець; russisch Челюскинец/Tscheljuskinez) ist eine Siedlung städtischen Typs im Süden der ukrainischen Oblast Luhansk mit etwa 1100 Einwohnern.
Der Ort gehört administrativ zum Rajon Lutuhyne, das Rajonszentrum Lutuhyne ist 4 Kilometer südlich gelegen, die Oblasthauptstadt Luhansk befindet sich 17 Kilometer nordöstlich des Ortes, durch ihn verläuft der Fluss Bila (Біла).
Tscheljuskinez wurde in den 1930er Jahren gegründet und erhielt 1967 den Status einer Siedlung städtischen Typ erhoben. Seit Sommer 2014 ist der Ort im Verlauf des Ukrainekrieges durch Separatisten der Volksrepublik Lugansk besetzt.